# کوهستان الوند
کوه الوند، یکی از شمالی ترین قله های رشته کوه زاگرس واقع در شهرستان  همدان و تویسرکان است. کوهستان منفردی از شاخه‌های خاوری زاگرس مرکزی با عرصه‌ای به وسعت ۱۳۷۵ کیلومتر مربع، بزرگ‌ترین پدیدهٔ گرانیت‌زایی از دوران چهارم زمین‌شناسی بر اثر نفوذ توده‌های آذرین در نهشته‌های بازمانده از دوران پیشین به وجود آمده‌است. این کوهستان همچنین یک آتشفشان غیرفعال است.
این رشته‌کوه در شمال غرب به کوه خدابنده‌لو سنندج و کوه چهل‌چشمه کردستان و از جنوب شرق به بلندی‌های راسوند و کوه وفس کمیجان متصل است.
جهت این کوهستان از شمال غربی به جنوب شرقی کشیده شده‌است و استان همدان را به دو نیمه شمالی و جنوبی تقسیم می‌کند. این کوهستان، دره‌های ژرف و سرسبز، چشمه‌ساران، چمن‌زاران و ستیغ‌های پرشماری دارد. یال آن، حد طبیعی بین شهر همدان و تویسرکان را تشکیل می‌دهد.
در کتاب برفراز قله‌های الوند (چاپ سال ۹۷، صفحه ۵۳) آمده‌است: یخچال را می‌توان شامل سه قله دانست. قله اول با ارتفاع ۳۵۷۰ متر که تابلو دارد. قله دوم با ارتفاع ۳۵۶۴ متر که مقابل قله اول در سمت دیگر گردنه است و قله سوم با ارتفاع ۳۵۸۶ متر که بلندترین نقطه خط الراس الوند است و در سمت جنوب قله دوم قرار دارد. در نقشه‌های توپوگرافی سازمان نقشه‌برداری از این منطقه به «کوه بریه» یاد شده‌است. این قله مشرف به چشمه خسرو است. ناحیه قله را عشایر (کوه بریه) می‌نامند. نام کوبری که به تازگی بر روی این قله نهاده شده، مخفف شده کوهِ بَریه می‌باشد که نادرست است.
کوهستان الوند ۱۱۱مین اثر طبیعی است که سازمان میراث فرهنگی در ۲۰ بهمن ۱۳۸۹ در فهرست میراث طبیعی ایران قرار داد. این کوه همچنین از مناطق حفاظت شده محیط زیست است.

## سنگ‌شناسی
رشته‌کوه الوند از کوه‌های غربی ایران و جزء پیش‌کوه‌های داخلی زاگرس است و با پیدایش جنبش کوه‌زایی زاگرس در ارتباط است. از نظر زمین‌شناسان در اواخر دورهٔ ژوراسیک (دوران میانه‌زیستی، دوره میانی از دوران دوم زمین‌شناسی)، یکی از شدیدترین حرکت‌های کوه‌زایی که تا آن هنگام در ایران سابقه نداشته رخ داده و در اثر فشار بالا و نیز فشار طبقات گرانیت در منطقه بین همدان و اصفهان دگرگونی سنگ‌ها به وجود آمده‌است. الوند توده‌ای ژرف‌سنگی است. ژرف‌سنگ‌ها (باتولیت‌ها) با نفوذ در پوسته سنگ‌های دور و بر خود را دگرگون کرده که به آن هاله دگرگونی گفته می‌شود و این دگرگونی سنگ‌ها در اطراف ژرف‌سنگ الوند به شعاع هفت کیلومتر وجود دارد. لایه‌هایی که بر روی ژرف‌سنگ الوند قرارداشته بر اثر فرسایش از بین رفته و توده ژرفاسنگ به صورت سنگ‌های گرانیتی بیرون آمده‌است.
سنگ‌های رسوبی که در رشته کوه الوند دیده می‌شود و اغلب در ارتفاعات جنوب غربی و جنوب شرقی قرار دارد به دوره کرتاسه از دوران میانه‌زیستی مربوط می‌شود و سنگ‌های رسوبی از نوع آهکی که در شمال غرب دیده می‌شود به دور الیگوسن از دوران نوزیستی مربوط است. قدیمی‌ترین سنگ‌هایی که توده نفوذی الوند را احاطه کرده به اَبَردوران نهان‌زیستی (پرکامبرین) نسبت داده شده‌است، اما سن گرانیت‌ها از طریق سنجش رادیومتری شصت و چهار میلیون سال (اوایل پالئوسن) تعیین شده‌است. توده گرانیتی الوند بر روی نقشه‌های زمین‌شناسی روند شمال غربی – جنوب شرقی را به موازات راندگی زاگرس نشان می‌دهد و از لحاظ زمین‌شناسی تنوع قابل ملاحظه‌ای دارد. براساس رده‌بندی‌های کانی‌شناسی شیمیایی و نورماتیو انواع آلکالی فلدسپات، گرانیت سی، ینوگرانیت، مونزوکرانیت، و گرانودیوریت در الوند تشخیص داده شده‌است. در حاشیه شمال غربی توده گرانیتی الوند سنگ‌های نفوذی بازیک نیز مشاهده می‌شود که تعیین سن آن‌ها به روش رادیومتری سن این توده‌ها را صد و ده میلیون سال) اواخر دوره کرتاسه یعنی کهن‌تر از سن گرانیت‌ها تعیین نموده‌است. ترکیب سنگ‌شناسی توده بازیک نیز متغیر و متنوع است. با تکیه بر رده‌بندی‌های گوناگون انواع اولیوین دولریت، گابرو دیوریت، و مونزو دیوریت در این توده شناسایی شده‌است. سنگ‌های گرانیتی الوند ویژگی‌های گرانیت‌های H یا گرانیت‌های هیبرید را داراست.

## ستیغ‌ها

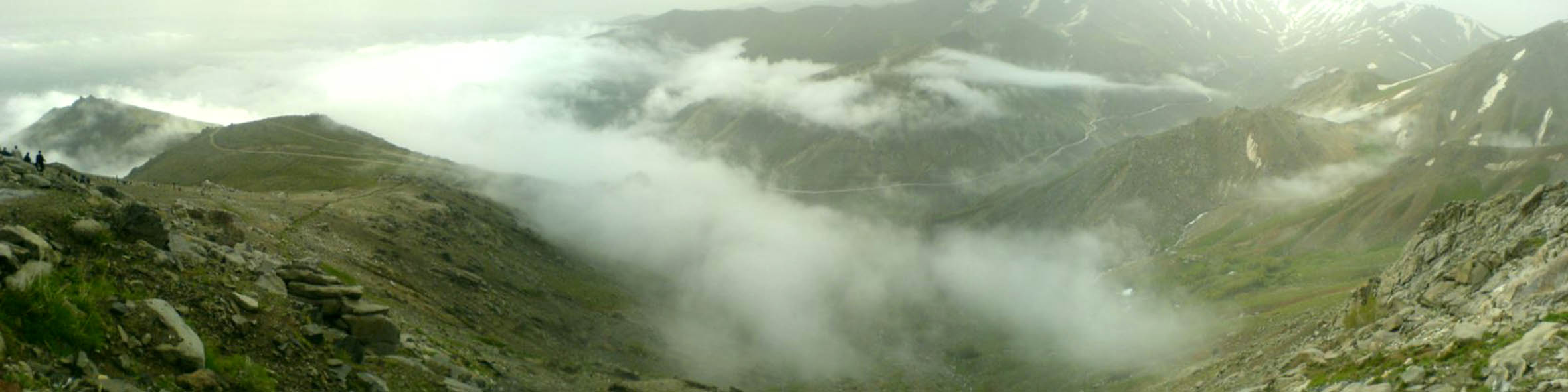
دره میدان میشان

سرشناس‌ترین ستیغ‌ها، از شمال باختری به جنوب خاوری عبارت‌اند از: قله آلماقلاغ ۲۹۹۷ متر، قله کرکس ۲۹۵۹ متر، قله قزل‌ارسلان ۳۲۵۰ متر، قله دائم‌برف ۳۴۵۱ متر، قله کلاغ‌لان ۳۴۸۰ متر، قله الوند ۳۵۸۰ متر، قله تاریک‌دره ۳۴۱۳ متر، قله کمرلرزان ۳۳۳۸ متر، چهارقله (۳۱۸۴، ۳۱۷۲، ۳۱۶۶و ۳۱۷۰ متر)، قله یخچال۳۵۸۰ متر، قُللِ اَردَک‌مَردَک ۳۴۸۵و۳۴۹۰متر، قله یخچال شرقی ۳۵۸۶ قله شاه‌نشین۳۴۵۰متر، قله سرخ کوه (سرخ بلاغ) ۳۴۰۱ متر و قله کلاه‌قاضی ۳۵۰۰ متر.

## دشت‌ها

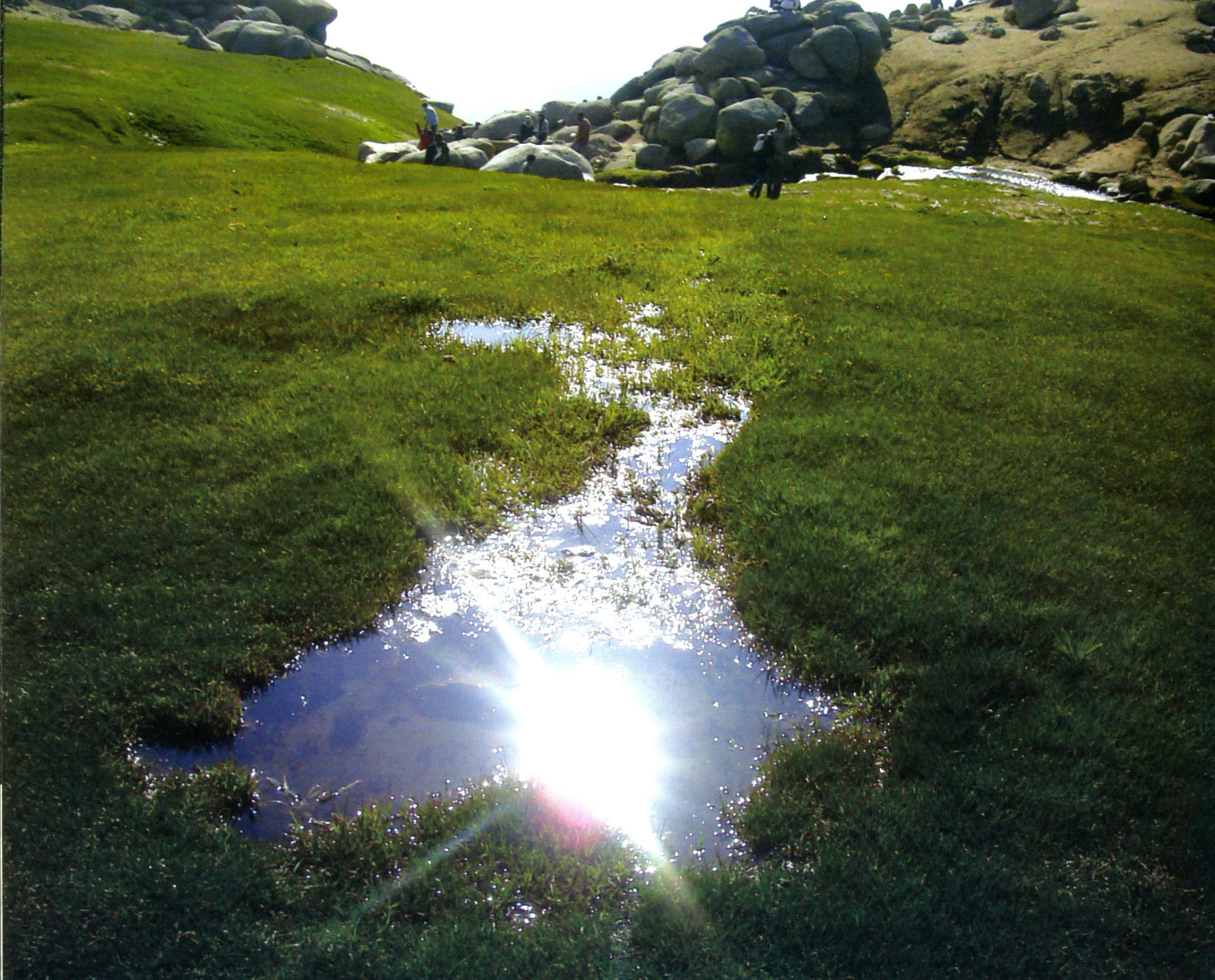
میدان میشان

در کوهستان الوند، علاوه بر ستیغ‌های بلند و شیب‌دار، دشتک‌های کوچکی وجود دارند، که سطح آن‌ها از چمنزاران پوشیده شده و چشمه‌های زیادی در آن‌ها جاری است و با توجه به اینکه از سطوح کمابیش مسطحی برخوردارند، به صورت محل استراحت و اتراق کوهنوردان درآمده‌اند.
مهم‌ترین این دشتک‌ها عبارت‌اند از: میدان میشان، تخت نادر، چمن شاه نظر، و تخت رستم

## دره‌ها
در دامنه‌های شمالی الوند دره‌های پرآبی مانند: دره ماوشان رود، دره برفین، دره گنجنامه، دره عباس‌آباد، دوزخ دره، دره گوساله، دره کیوارستان، دره سیمین دره، دره مرادبیگ (بزرگ‌ترین دره کوهستان الوند)، دره دیوین، دره قز، دره حیدریه و غیره وجود دارد و دره‌های دامنه جنوبی عبارتند از: دره سرکان، دره آرتیمان، دره فاران، دره گزندر، دره شهرستانه و غیره.

## چشمه‌ها
1. حوض نبی: از مشهورترین چشمه‌های الوند حوض نبی است که از زیر صخره‌ای بزرگ در زیر قلهٔ الوند سرچشمه گرفته، در جهت شمالی به سمت تخت نادر سرازیر می‌گردد و دارای آبی بسیار خنک و گواراست.
2. چشمهٔ تخت نادر: در ابتدای تخت نادر واقع است و چشمه‌ای نسبتاً پرآب است.
3. چشمهٔ کلاغ‌لان: چشمه‌ای دائمی است که در چمن زار کلاغ‌لان جاری است و آب مصرفی روستای دره‌مرادبیگ را تأمین می‌کند.
4. چشمه قاضی: در دره‌مرادبیگ جاری است و آب مصرفی روستای دره‌مرادبیگ را تأمین می‌کند.
5. چشمه ملک: سرچشمهٔ رودخانه‌ای است که در درهٔ دیوین جریان دارد.
6. هفت چشمه: این چشمه در دامنهٔ جنوبی چهار قله و در جادهٔ منتهی به پیست اسکی تاریک دره جاری است.[۸]
7. چشمه خسرو: چشمه خسرو در مسیر یخچال به کلاه‌قاضی در جریان است.
8. بهشت آب: در سمت درهٔ کیوارستان و جنوب قلهٔ الوند چشمهٔ کوچکی است که از شکاف صخره‌ای بیرون می‌آید و در سال‌های کم‌آب، آب آن کاهش می‌یابد و گاهی در تابستان‌ها به خشکی می‌گراید.
9. چشمه افعی: این چشمه در دامنهٔ دوزخ‌دره واقع است.
10. چشمهٔ آب مروارید: چشمه‌ایست پرآب و بسیار گوارا که آب این چشمه و چشمه افعی از مسیر رودخانه و فرجین می‌گذرد. در حوالی چشمه مروارید، نوعی درخت بید به نام «مروار» روئیده‌است و شاید به همین دلیل یا به خاطر زلال بودن آب این چشمه، نام مروارید بر آن نهاده‌اند.

## نگارخانه
تصاویری از قلل رشته کوه الوند و ارتفاعات آن:

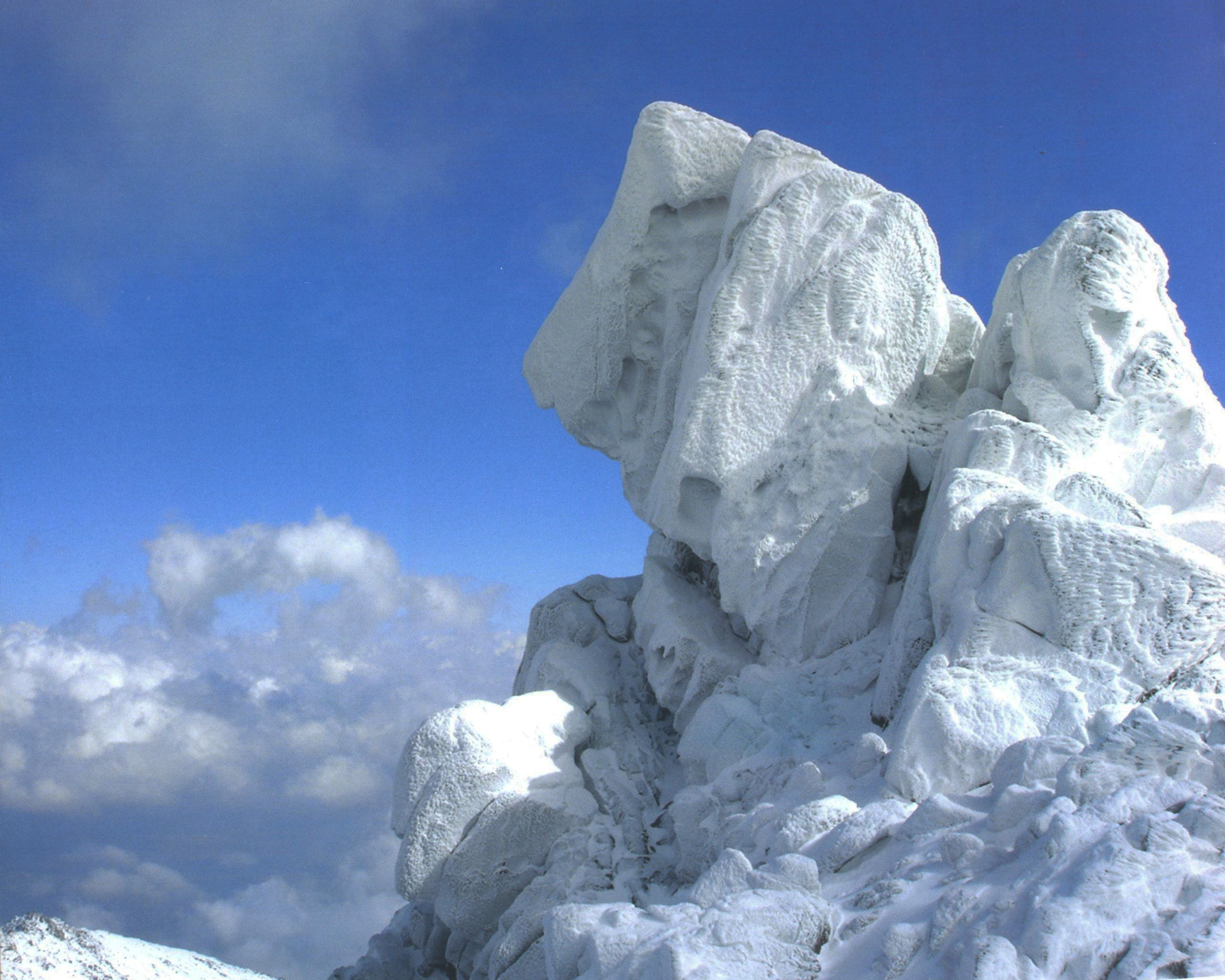
قله الوند در زمستان
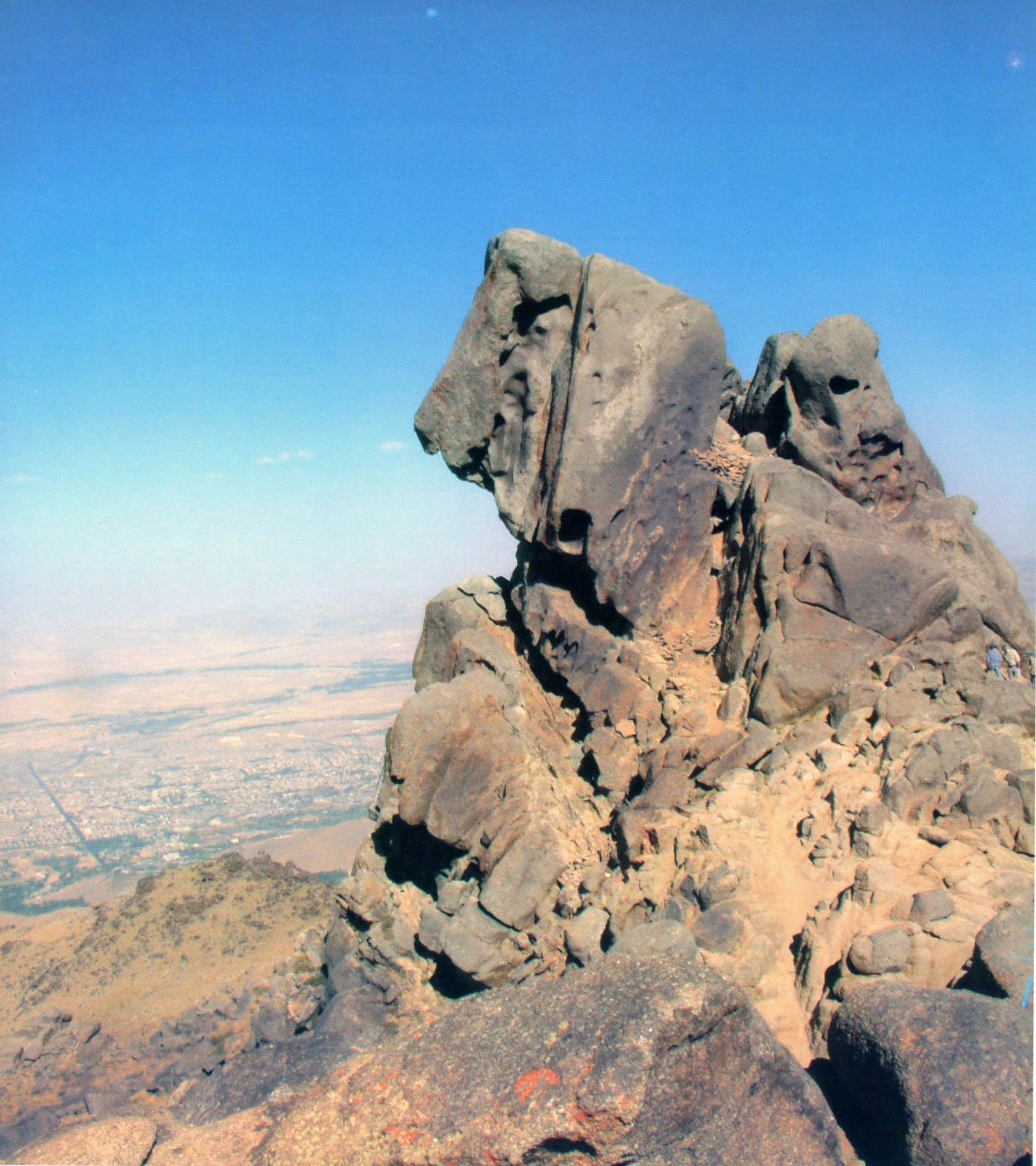
قله الوند در تابستان
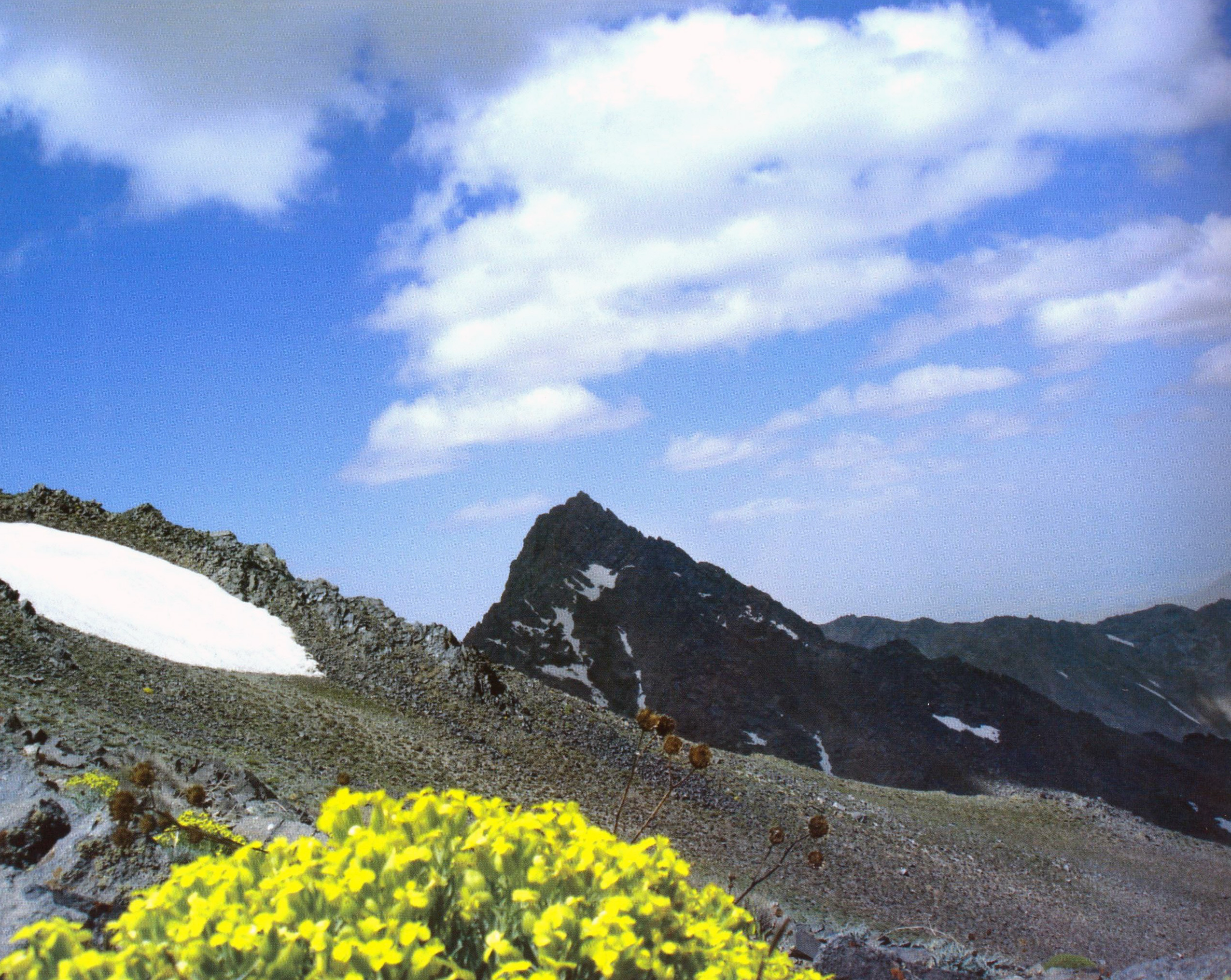
فله قزل ارسلان
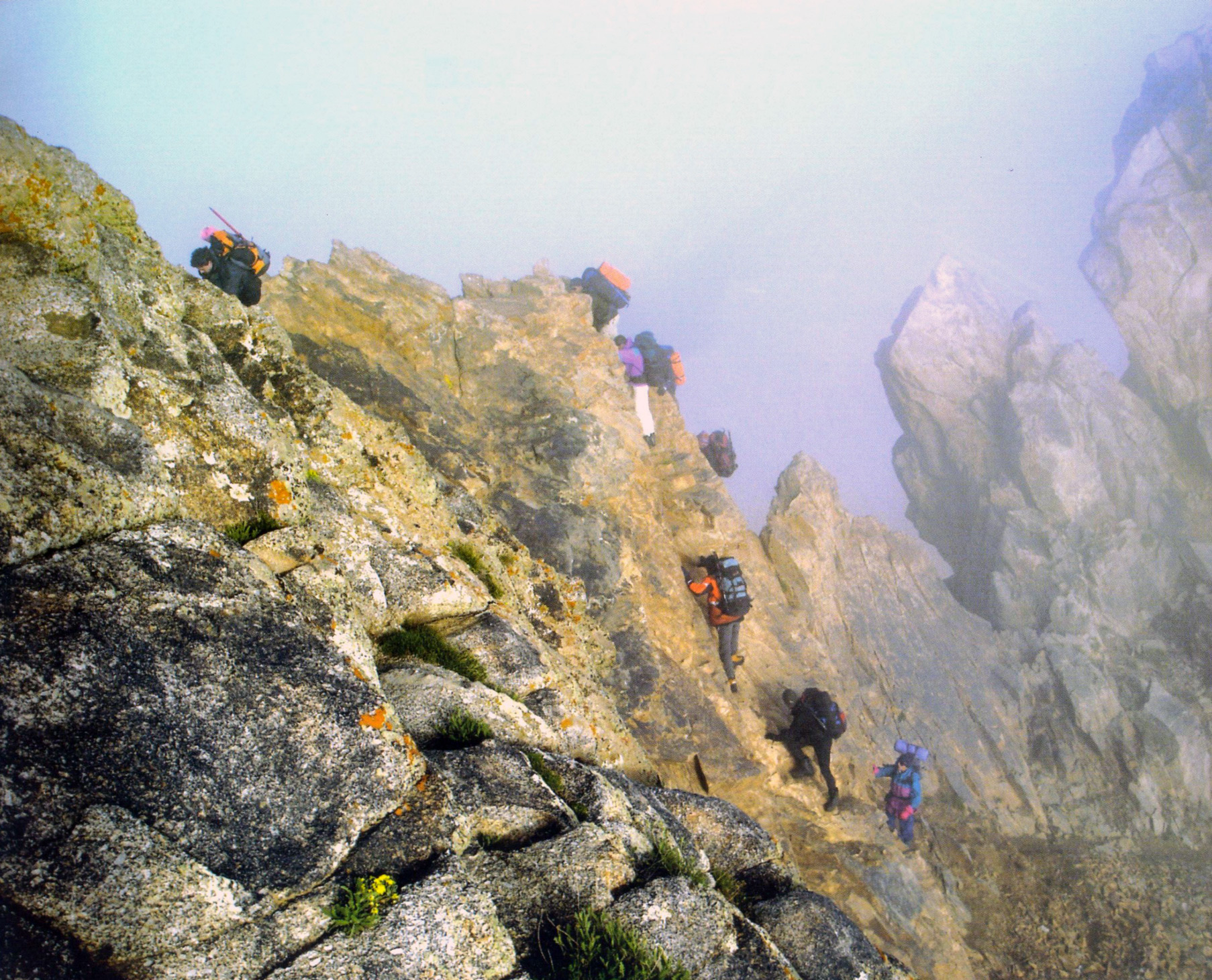
کوه پیمایی به سمت قله کلاغ لانه